# Haus Haro

Wappen des Hauses Haro

Das Haus Haro war eine historisch bedeutsame Nebenlinie der Krone von Kastilien. Angehörige des Hauses waren von 1093 bis 1348 Grundherrn des Señorío de Vizcaya, einer Keimzelle des heutigen Baskenlandes.

## Geschichte
Im Jahr 1093 belehnte König Alfons VI. von León, Kastilien und Galicien seinen Getreuen Diego López I. de Haro mit der Grundherrschaft (señorio) über die zwischen Kastilien, Navarra und Aragón umstrittene Stadt Haro und ihr – heute zur Autonomen Region La Rioja gehörendes – Umland. Dieser wählte den Stadtnamen als seinen Familiennamen.
Seine Nachfolger Lope Díaz I. de Haro († 1170), Diego López II. de Haro († 1214), Lope Díaz II. de Haro († 1236), Diego López III. de Haro († 1254), Lope Díaz III. de Haro († 1288), Diego López IV. de Haro († 1289), Diego López V. de Haro († 1310), Maria Díaz I. de Haro († 1334) und Maria Díaz II. de Haro († 1349) setzten zunächst das königstreue Verhalten fort, verfolgten aber dann eine zunehmend eigenständige baskische Politik, die zwischen den Interessen Kastiliens und Aragóns schwankte.
Diego López III. de Haro dehnte den Besitz der Familie nach einem erfolgreichen Feldzug in der Zeit der Reconquista auch auf ein Gebiet südlich von Valencia (z. B. Villalonga) aus. Die Kinder der letzten Grundherrin starben früh oder heirateten in andere Adelshäuser ein.

## Sonstiges
- Mécia Lópes de Haro (um 1215–um 1270), Tochter von Lope Díaz II. de Haro († 1236), heiratete nach dem Jahr 1240 Sancho II. (reg. 1223–1248) aus dem portugiesischen Königshaus Burgund und wurde so zur Königin von Portugal.
- Urraca López de Haro, die Schwester von Diego López II. de Haro, heiratete im Jahr 1287 König Ferdinand II. von León.
- Im Jahr 1430 schuf König Johann II. von Kastilien zugunsten von Pedro Fernández de Velasco die Grafschaft Haro.